# 埃文河畔斯特拉特福 (英國國會選區)

選區在沃里克郡的位置

埃文河畔斯特拉特福（英語：Stratford-on-Avon），英國國會一郡選區，包括西密德蘭沃里克郡埃文河畔斯特拉特福區西部。設於1885年，1918年被撤，1950年恢復。
本區自恢復以來一直支持保守黨。阿倫·豪沃斯1995年轉投工黨，旋即於1997年被保守黨人擊敗。2010年大選中庫爾德族的納迪姆·澤哈維以51.5%選票勝出該區繼承了約翰·梅普爾斯的議席。